# Разъезд 10 км
Разъезд 10 км (каз. Разъезд 10 км) — разъезд в Жарминском районе Абайской области Казахстана. Входит в состав Жангизтобинской поселковой администрации. Код КАТО — 634457300.

## Население
В 1999 году население разъезда составляло 60 человек (32 мужчины и 28 женщин). По данным переписи 2009 года на разъезде проживало 57 человек (27 мужчин и 30 женщин).